# Pycnocoma dentata
Pycnocoma dentata är en törelväxtart som beskrevs av William Philip Hiern. Pycnocoma dentata ingår i släktet Pycnocoma och familjen törelväxter.
Artens utbredningsområde är Angola. Inga underarter finns listade i Catalogue of Life.